# 의예과
의예과(醫豫科)는 의대에 입학한 학생들이 의과대학에서 학사 과정 의학 전공을 하기 위한 준비 과목을 가르치는 학과이다.
이와 비슷한 프리메디컬(pre-medical) 또는 프리메드(pre-med)는 미국에서 메디컬스쿨을 지망하는 학부생들이 추구하는 일련의 교육 과정을 뜻하는 단어이다. 여기에는 관련 과목 이수, 자원 봉사 활동, 임상 경험, 연구 및 지원 절차 등이 포함된다. 몇몇 대학들은 직접적인 전문직 준비과정 트랙을 제공하기도 하는데, 광범위한 준비를 제공하는 일부 pre-med 프로그램은 유사한 전제 조건을 필요로 하는 다양한 전문 학위 또는 대학원 프로그램(예: 의과대학, 수의과대학 또는 약학대학)에 동시에 입학할 수 있도록 학생들을 준비시킬 수 있다. 전공으로는 대개 이수 과목이 겹치는 생물학, 화학 같은 자연과학 학문들을 많이 택하지만 공학을 선택하는 케이스도 있고 드물게 인문학을 전공하는 학생들도 존재한다. 
이 pre-med 과정을 거쳐 학사 학위를 받은 학생들이 MCAT를 치고, 미국 의학전문대학원에 지원한다.

## 뉴질랜드
뉴질랜드의 의과대학에 입학하려면 의과대학에 지원하기 전에 1년간의 예과 과정을 이수해야 한다.
오클랜드 대학교에서는 1년 과정의 생물의학(biomedical science) 또는 건강과학(health science)의 두 가지 경로 중 하나를 선택할 수 있다.
오타고 대학교 의과대학에 입학하려면 1년 동안의 "건강 과학"이라는 단 하나의 전공만 가능하다.

## 독일
독일에서는 대한민국과 유사한 의학부의 학사 학위과정을 운영하며, 의학과는 예과와 본과로 운영된다. 독일은 5년 과정을 거친다.

## 대한민국
대한민국에서는 고등학교 졸업 후에 의사가 되기 위해서는 의과대학의 의예과에 입학을 한다. 학사 학위를 받은 이후에 입학하는 의학전문대학원에는 의예과 과정이 없다. 2년간 의학 예비수업을 받고, 이후 4년 의학과의 수업을 받는다. 대한민국 의과대학에서 의예과는 의학을 위한 예비학과 또는 예과이지만 이를 통과하지 못하면 의학과에 진학할 수 없다.
대한민국에서 의사가 되는 과정은 고등학교 졸업 후 의과대학에 입학하거나 대학교 학사 학위 취득 후에 의학전문대학원에 입학하는 두 가지 방법이 있다. 고등학교 졸업후 의사가 되기 위한 의학 학사 과정은 의예과 2년과 의학과(본과) 4년을 마쳐야 한다. 고등학교 졸업 후에 의과대학의 의학과를 진학할 때 실제로는 의예과에 합격한 것이다. 따라서 의과대학의 입학 안내자료에는 의학과가 아닌 '의예과'로 표기한다. 의과대학 학제로 보면 의예과 2년을 마쳐야 의학과에 진학할 수 있다. 의예과는 대부분 의과대학에서 강의 진행하나 대학교에 따라 별도의 자연대학이나 별도 지역에서 진행하기도 한다. 정규 의예과는 2년만에 마치지만, 과정을 제대로 이수하지 못하는 경우에는 3년을 다녀야 한다. 학사 학위 취득 후 의학전문대학원에 입학하면 의예과 과정 없이 의학과 수업을 한다.

### 교과
의학에 필요한 기초 필수 과목을 다루며, 해부학 기초, 질병 기초 등 의학 관련 기초과목과 생물학, 화학, 의학영어, 수학, 통계학 등을 배운다. 의학 이외 과정은 세부적으로 의학윤리, 일반생물학, 세포생물학, 유전학, 분자생물학과 유기화학과 일반 화학, 의학관련 영어, 수학과 의학 통계학 수업이 있다.

## 미국
미국에서는 의과대학(Medical School)이 모두 전문대학원 과정으로 운영되며, 학부 졸업 이후 진학하게 된다. 따라서 한국의 의예과와 같은 독립된 학과 또는 전공은 존재하지 않는다. 대신, 의과대학 진학을 준비하는 학생들은 전공에 관계없이 의대 입학 요건(Pre-Med requirements)을 충족하기 위한 과목들을 이수하며, 이를 일반적으로 '프리메드(Pre-Med)' 트랙이라고 부른다. 프리메드는 정식 전공이 아닌 진학 준비 경로로, 생물학, 화학, 물리학, 생화학, 심리학 등 다양한 과목의 이수가 포함된다.

## 이탈리아
이탈리아는 예과 과정 없이 6년 통합 과정으로 운영한다.

## 일본
일본에서는 대한민국과 동일한 6년 과정으로 2년의 의예과와 4년의 의학과 과정이 있다.

## 중국
중국에는 일반 임상의사와 전문의를 구분하기 위해서 다양한 의학과정이 있으며 최소 3년에서 8년까지의 의학 교육과정이 있다. 대체로는 5년에서 8년 과정의 의학과정을 이수하고, 일반의사가 되거나 8년 과정을 마치고 전문의가 된다.

## 캐나다
캐나다의 대부분의 주에서는 미국과 마찬가지로 의과대학(MD Program)이 대학원 과정으로 운영되며, 학부 졸업 이후 진학하게 된다. 따라서 한국의 의예과와 같은 독립된 학과 또는 전공은 존재하지 않는다. 대신, 의과대학 진학을 준비하는 학생들은 전공에 관계없이 의대 입학 요건(Pre-Med requirements)을 충족하기 위한 과목들을 이수하며, 이를 일반적으로 '프리메드(Pre-Med)' 트랙이라고 부른다. 프리메드는 정식 전공이 아닌 진학 준비 경로로, 생물학, 화학, 물리학, 생화학, 심리학 등 다양한 과목의 이수가 포함된다. 다만 퀘벡 주에서는 고등학교 졸업 후 CEGEP(2년제 대학)에서 준비 과정을 이수한 뒤, 학사 학위 없이 의과대학에 진학할 수 있는 제도가 존재한다. 이로 인해 퀘벡 주 출신 학생들은 만 18~19세에 의대 과정을 시작할 수 있다.

## 프랑스
프랑스,에서는 대한민국과 유사한 의학부의 학사 학위과정을 운영하며, 의학과는 예과와 본과로 운영된다. 프랑스는 6년 과정을 거친다.

## 호주
호주의 많은 대학에서는 3년 또는 4년제 의학과학(medical science) 학사, 보건 과학(health science) 학사 또는 생명의학(biomedical science) 학위를 제공하는데, 이는 미국에서의 pre med 과정이 목표로 하는 내용과 유사하다.
호주에서는 의사가 되는 길은 두 가지가 있다. 하나는 의과대학 학부 입학이고, 다른 하나는 의과대학 대학원 입학이다.
학부 입학은 12학년 또는 고등학교 졸업자면 가능하다. 그리고 졸업하는데 5~6년이 걸린다.
대학원 입학을 위해서는 최소한 학사 학위 이상의 3차 교육을 이수해야 한다. 졸업하려면 4년이 필요하다.
호주에서 의학 학사, 외과 학사(MBBS)와 의무박사(MD) 학위는 동일하게 취급받는다. MBBS 학위를 주던 많은 의대들이 그들의 학위 이름을 MD로 변경하였다.

## 같이 보기
- 플렉스너 보고서
- 의학전문대학원
- 의무박사 (MD)
- 의학 학사, 외과 학사 (Bachelor of Medicine, Bachelor of Surgery, BMBS)
- 전공의
- 인턴 (의학)
- 본과
- 객관적 구조화된 임상 시험